# 니시후나바시역
니시후나바시역(일본어: 西船橋駅, にしふなばしえき)은 일본 지바현 후나바시시에 있는 철도역이다. 열차 진입방송은 영어가 추가되었다.
도쿄 지하철의 역 번호는 T-23이다.

## 타는 곳
| 1·2        | 소부 완행선   | 후나바시·쓰다누마·지바 방면                                         |
| 3·4        | 소부 완행선   | 긴시초·아키하바라·신주쿠·미타카 방면                                |
| 5          | T 도요 고속선 | 기타나라시노·도요 가쓰타다이 방면                                   |
| 5          | 소부 완행선   | 후나바시·쓰다누마 방면 (평일 이른아침 ,저녁에만 운행)               |
| 6          | 도자이 선     | 도요초·니혼바시·오테마치·나카노 방면 (이 역을 기점으로 출발할 전철) |
| 6          | T 도요 고속선 | 기타나라시노·도요 가쓰타다이 방면                                   |
| 6          | 소부 완행선   | 후나바시·쓰다누마 방면 (평일 이른아침 ,저녁에만 운행)               |
| 7          | 도자이 선     | 도요초·니혼바시·오테마치·나카노 방면                                |
| 8          | 도자이 선     | 도요초·니혼바시·오테마치·나카노 방면                                |
| 8          | T 도요 고속선 | 기타나라시노·도요 가쓰타다이 방면 (이 역을 기점으로 출발할 전철)    |
| 9·10 11·12 | 무사시노 선   | 신마쓰도·무사시우라와·니시코쿠분지·후추혼마치 방면                  |
| 9·10 11·12 | 게이요 선     | 마이하마·신키바·도쿄 방면                                           |
| 9·10 11·12 | 게이요 선     | 미나미후나바시·가이힌마쿠하리 방면                                  |

## 역세권 정보
- 게이세이 니시후나 역 (게이세이 전철 본선)
- 국도 14호선
- 게이요 도로 바라키 나들목

## 역사
- 1958년 11월 10일: 소부 선 철도역이 영업 개시
- 1969년 3월 29일: 도자이 선이 접속, 직결 운행을 개시.
- 1978년 10월 2일: 무사시노 선이 접속.
- 1986년 3월 3일: 게이요 선이 접속.
- 1988년 12월 1일: 무사시노 선과 게이요 선이 직결 운행 시작.
- 1996년 4월 27일: 도요 고속철도가 개업. 도자이 선과 직결 운행 시작.
- 2005년 1월 15일: 역사 빌딩 "Dila 니시후나바시"가 영업 개시.

## 사진

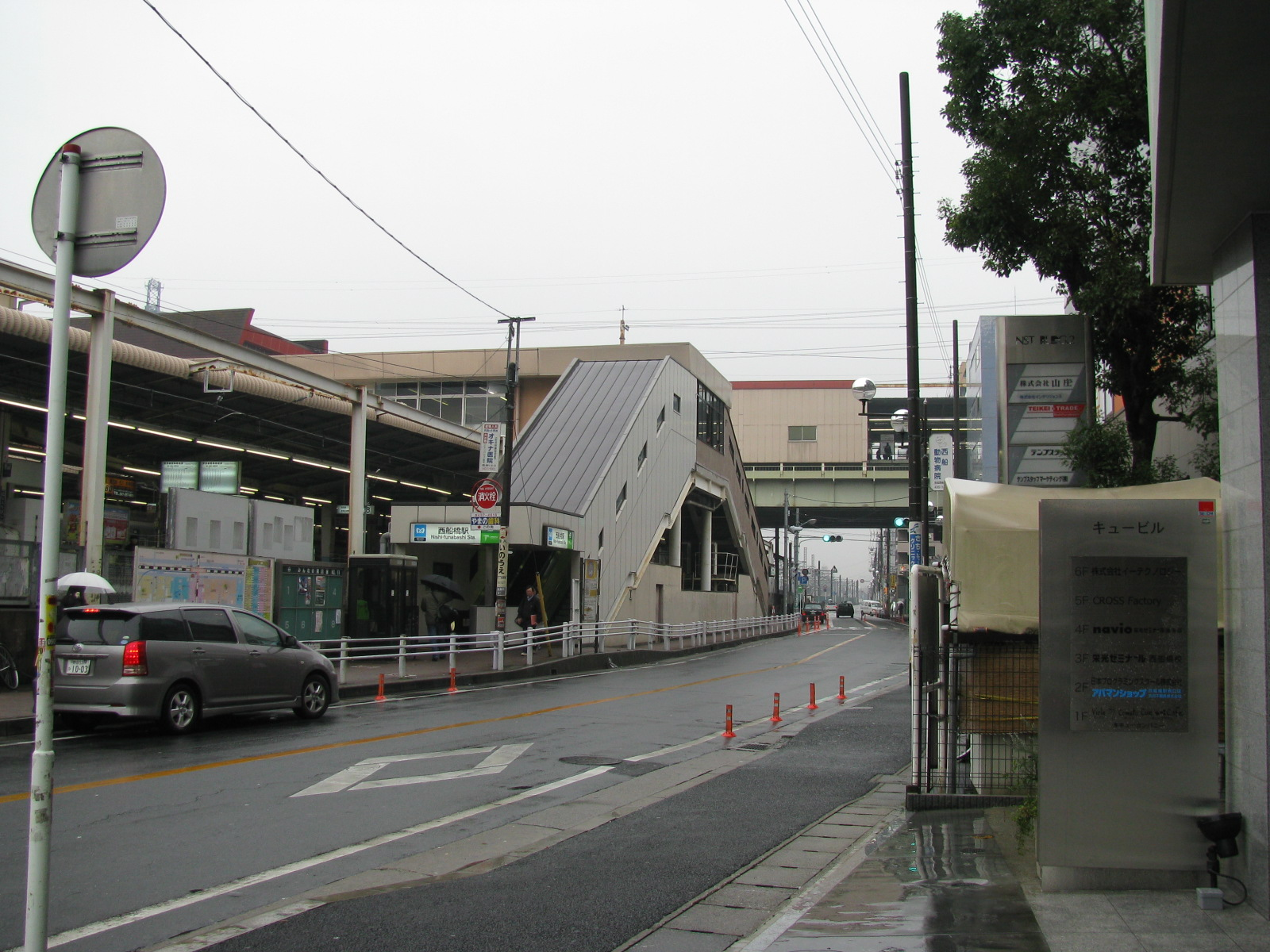
남쪽 출입구

## 인접역
| 동일본 여객철도 소부 본선                    | 동일본 여객철도 소부 본선                | 동일본 여객철도 소부 본선              |
| -------------------------------------------- | ---------------------------------------- | -------------------------------------- |
| 후나바시 지바 방면                           | 주오·소부 완행선                         | 시모사나카야마 미타카 방면             |
| 후나바시 쓰다누마 방면                       | 도자이 선 주오·소부 완행선 쾌속 통근쾌속 | T18 우라야스 나카노 방면               |
| 후나바시 쓰다누마 방면                       | 도자이 선 주오·소부 완행선 각역정차      | T22 바라키나카야마 나카노 방면         |
| 동일본 여객철도 게이요 선 지선 · 무사시노 선 |                                          |                                        |
| 후나바시호텐 후추혼마치 방면                 | 무사시노 선 쾌속                         | 이치카와시오하마 도쿄 방면             |
| 후나바시호텐 후추혼마치 방면                 | 무사시노 선 보통                         | 미나미후나바시 가이힌마쿠하리 방면     |
| 도쿄 메트로 5호선 도요 고속 철도             |                                          |                                        |
| T18 우라야스 나카노 방면                     | 도자이 선 도요 고속선 쾌속 통근쾌속      | TR02 히가시카이진 도요 가쓰타다이 방면 |
| T22 바라키나카야마 나카노 방면               | 도자이 선 도요 고속선 각역정차           | TR02 히가시카이진 도요 가쓰타다이 방면 |